# 10 złotych wzór 1969 Tadeusz Kościuszko
10 złotych wzór 1969 Tadeusz Kościuszko – moneta dziesięciozłotowa, wprowadzona do obiegu 1 grudnia 1969 r. zarządzeniem z 18 listopada 1969 r. (M.P. z 1969 r. nr 50, poz. 381), wycofana 1 stycznia 1978 r. zarządzeniem Ministra Finansów z dnia 21 maja 1977 r. (M.P. z 1977 r. nr 14, poz. 79).
Wg rozporządzenia z 18 listopada 1969 r. moneta miała być bita jedynie z datą 1969. Emisja była jednak kontynuowana w latach następnych, z bieżącym rokiem umieszczanym na monecie.
Monetę bito w latach 1969–1973. Była bita w ramach serii tematycznej Wielcy Polacy.

## Awers
W centralnym punkcie umieszczono godło – orła bez korony, pod spodem rok bicia, dookoła napis „POLSKA RZECZPOSPOLITA LUDOWA”, a na monecie z 1966 roku, pod łapą orła dodano znak mennicy w Warszawie.

## Rewers
Na tej stronie monety znajduje się lewy profil Tadeusza Kościuszki oraz napis „ZŁ 10 ZŁ”.

## Nakład
Monetę bito w Mennicy Państwowej w miedzioniklu MN19, na krążku o średnicy 28 mm, wadze 9,5 grama, z rantem ząbkowanym, według projektu Kazimierza Zielińskiego. Nakłady monety w poszczególnych latach przedstawiały się następująco:
| Rocznik         | Typ rewersu        | Nakład (sztuk) | Uwagi                                                           |
| --------------- | ------------------ | -------------- | --------------------------------------------------------------- |
| 10 złotych 1969 | Tadeusz Kościuszko | 5 428 000      |                                                                 |
| 10 złotych 1970 | Tadeusz Kościuszko | 13 783 000     | istnieją monety z cieńszymi i grubszymi cyframi roku na awersie |
| 10 złotych 1971 | Tadeusz Kościuszko | 12 000 000     | istnieją monety z cieńszymi i grubszymi cyframi roku na awersie |
| 10 złotych 1972 | Tadeusz Kościuszko | 10 000 000     |                                                                 |
| 10 złotych 1973 | Tadeusz Kościuszko | 3 900 000      |                                                                 |

## Opis
Dziesięciozłotówka była zmniejszoną wersją monety 10 złotych wzór 1959 Tadeusz Kościuszko.
Do wprowadzenia w 1975 roku dziesięciozłotówek o średnicy 25 mm, moneta krążyła w obiegu razem
- ze swoją poprzedniczką z Tadeuszem Kościuszką (wzór 1959, ɸ31 mm),
- z dziesięciozłotówkami z Mikołajem Kopernikiem (wzór 1959, ɸ31 mm) i (wzór 1967, ɸ28 mm),
- z czterema okolicznościowymi dziesięciozłotówkami (ɸ31 mm) i
- z dziewięcioma okolicznościowymi dziesięciozłotówkami (ɸ28 mm).

Po wprowadzeniu w 1975 roku dziesięciozłotówek z Bolesławem Prusem i Adamem Mickiewiczem o średnicy 25 mm, wszystkie te monety krążyły razem w obiegu, aż do 1 stycznia 1978 roku, kiedy to dziesięciozłotówki o średnicach 31 i 28 mm zostały wycofane.

## Wersje próbne
Istnieje wersja tej monety należąca do serii próbnej w niklu (rok 1966) z wypukłym napisem „PRÓBA”, wybita w nakładzie 500 sztuk. Katalogi informują również o istnieniu wersji próbnych technologicznych w miedzioniklu (1966, 25 sztuk), w złocie (1969, 20 sztuk), w srebrze (1970, 300 sztuk), w miedzioniklu (1971, nieznana liczba sztuk).